# Силадьи, Чаба
Ча́ба Сила́дьи (Сила́джи) (венг. Szilágyi Csaba, серб. Чаба Силађи / Čaba Silađi; 23 августа 1990, Сента) — сербский пловец венгерского происхождения, выступает за национальную сборную Сербии с 2008 года. Участник трёх летних Олимпийских игр, бронзовый призёр чемпионата Европы на короткой воде, серебряный и дважды бронзовый призёр Средиземноморских игр, победитель и призёр многих первенств национального значения в плавании брассом.

## Биография
Чаба Силадьи родился 23 августа 1990 года в городе Сента Северно-Банатского округа Югославии, по этническому происхождению является венгром. Учился в начальной школе и гимназии города Бечей. Активно заниматься плаванием начал в возрасте семи лет, одновременно с эти играл также в водное поло, но в 2004 году сделал окончательный выбор в пользу плавания. Первое время проходил подготовку в Нови-Саде, позже тренировался в Зренянине в местном спортивном клубе «Пролетер». Специализировался на плавании брассом.
Впервые заявил о себе ещё в сезоне 2006 года, выиграв серебряную медаль в плавании брассом на 50 метров на чемпионате мира среди юниоров в Рио-де-Жанейро. Год спустя в той же дисциплине стал серебряным призёром юниорского чемпионата Европы в Антверпене. Ещё через год добавил в послужной список золотую и серебряную награды, полученные на домашнем европейском первенстве в Белграде, а также серебряную и бронзовую награды, добытые на мировом первенстве в Монтеррее. Благодаря череде удачных выступлений удостоился права защищать честь страны на летних Олимпийских играх 2008 года в Пекине — в плавании на 100 метров брассом стартовал по второй дорожке в четвёртом предварительном заплыве. Показанного им времени 1.02,31 оказалось недостаточно для попадания в полуфинальную стадию, в итоговом протоколе соревнований он расположился на 40 строке.
После пекинской Олимпиады Силадьи остался в основном составе сербской национальной сборной и продолжил принимать участие в крупнейших международных соревнованиях. Так, в 2009 году в плавании на 50 метров брассом он выиграл бронзовые медали на домашней Универсиаде в Белграде и на чемпионате Европы на короткой воде в Стамбуле. Кроме того, побывал на Средиземноморских играх в Пескаре, где стал бронзовым и серебряным призёром на пятидесятиметровой и стометровой дистанциях соответственно. В 2012 году отправился представлять страну на Олимпийских играх в Лондоне — на сей раз в плавании на 100 метров брассом занял среди всех спортсменов 31 место, показав на предварительном этапе время 1.01,95.
В 2013 году Чаба Силадьи завоевал бронзовую медаль в плавании на 50 метров брассом на Средиземноморских играх в Мерсине. В сезоне 2015 года в той же дисциплине выиграл бронзовую медаль на летней Универсиаде в Кванджу. Будучи одним из лидеров национальной сборной Сербии, благополучно прошёл отбор на Олимпийские игры 2016 года в Рио-де-Жанейро — стартовал по второй дорожке в пятом предварительном заплыве и преодолел дистанцию в 100 метров за 1.00,76. В полуфинал не попал, с этим результатом расположился в итоговом протоколе соревнований на 26 строке.